# Polder De Honderdtien Morgen
Polder De Honderdtien Morgen is een polder in het noorden van Hillegersberg.
Honderd(en)tien Morgen is een polder van ca. 85 ha, die in 1772 is drooggemaakt. De naam refereert aan de oppervlakte van de polder. De morgen is een oppervlaktemaat, gerelateerd aan de hoeveelheid land die men in een ochtend kan ploegen. 
In de jaren 50 van de twintigste eeuw werd de wijk 110-Morgen aangelegd.
In het noorden grenst de polder aan de Boterdorpse polder, in het westen aan de polder Schiebroek en in het zuiden aan de Polders Berg en Broek (de Bergse Plassen).